# Gajan (Ariège)
Gajan – miejscowość i gmina we Francji, w regionie Oksytania, w departamencie Ariège.
Według danych na rok 1990 gminę zamieszkiwało 281 osób, a gęstość zaludnienia wynosiła 34 osoby/km² (wśród 3020 gmin regionu Midi-Pyrénées, Gajan plasuje się na 785. miejscu pod względem liczby ludności, natomiast pod względem powierzchni na miejscu 1224.).